# Bazalka

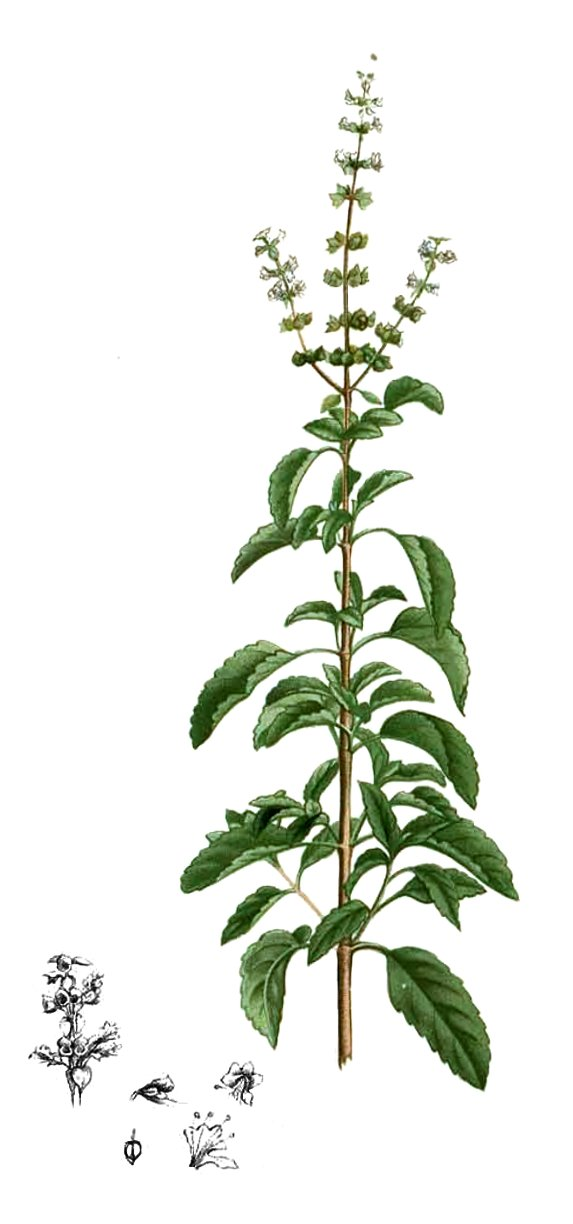
Bazalka Ocimum tenuiflorum

Bazalka (Ocimum) je rod jednoletých až víceletých rostlin z čeledi hluchavkovitých. Zahrnuje přibližně 60 druhů. Většina je rozšířena v Africe a Jižní Americe. Několik druhů se však pěstuje po celém světě. Lidé využívají pro různé účely nejméně 7 druhů.

## Popis
Bazalky jsou stálezelené rostliny nebo keře s aromatickou vůní. Listy jsou obvykle jednoduché, vejčité nebo kopinaté. Květy oboupohlavné, s trubkovitým osově souměrným kalichem a výrazně dvoupyskatou korunou obvykle bílé nebo růžové barvy.
Většina druhů obsahuje ve svých listech 0,3 až 1,5 procent oleje. Druhy O. gratissimum a O. kilimandscharicum obsahují přes 3 procenta. Získávaný bazalkový olej obsahuje hlavně linalool, estragol a kafr. Olej se získává také ze semen lisovaných za studena.

## Rozšíření a ekologie
Rod je rozšířen především v tropech všech kontinentů, nejvíce zástupců roste v Africe. Vyhledává sušší polohy především v otevřených travnatých nebo lesostepních biotopech.

## Využití
Lidé využívají hlavně druhy O. americanum, O. basilicum, O. × citriodorum, O. gratissimum, O. kilimandscharicum, O. minimum a O. tenuiflorum na olej, jako zeleninu a velmi aromatické koření v gastronomii, pro okrasné účely i v náboženství.

## Zástupci
- bazalka indická (Ocimum tenuiflorum)
- bazalka pravá (Ocimum basilicum)